# Dolmen von Kervin-Brigitte

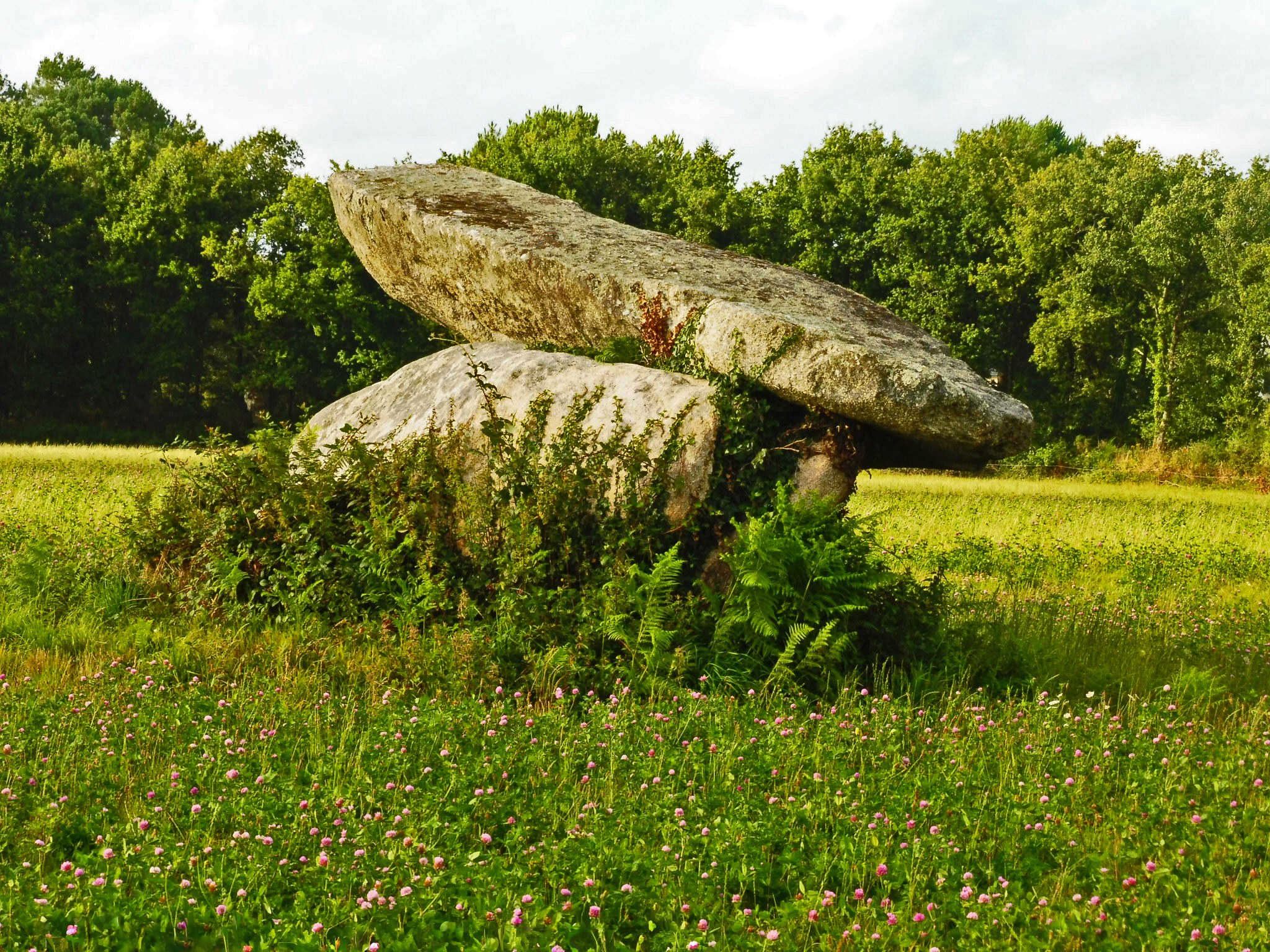
Dolmen von Kervin-Brigitte

Der riesige Deckstein des Dolmens von Kervin-Brigitte ruht etwa einen Meter über dem Boden auf den beiden einzigen erhaltenen Tragsteinen in einem Feld bei Crach, südwestlich von Auray im Département Morbihan in der Bretagne in Frankreich. Dolmen ist in Frankreich der Oberbegriff für Megalithanlagen aller Art (siehe: Französische Nomenklatur).
Der Deckstein hat eine Länge von 6,7 m, eine Breite bis zu 3,4 m und eine Dicke von 1,5 m. Der westliche Tragstein hat eine Länge von 4,9 m und eine Dicke von 1,0 m. Der nördliche Tragstein hat eine Länge von 2,5 m und eine Dicke von 1,0 m. Aufgrund der geringen Überreste ist der Anlagentyp nicht zu erkennen.